# 59e division d'infanterie (France)
La 59e division d'infanterie est une division d'infanterie de l'armée de terre française qui a participé à la Première Guerre mondiale.

## Les chefs de la59edivision d'infanterie
- 2 - 20 août 1914 : Général de la Masselière
- 20 août - 22 décembre 1914 : Général Kopp
- 22 décembre 1914 - 8 septembre 1915 : Général Brasier de Thuy
- 8 septembre 1915 - 11 mars 1916 : Général Laroque
- 11 mars - 27 juillet 1916 : Général Dessort
- 27 juillet 1916 - 20 mai 1917 : Général Henrys
- 20 mai 1917 - 10 juin 1918 : Général Claudel
- 9 janvier 1918- 28 août 1918 : Général Valantin, Cdt l'infanterie du 59°
- 10 juin 1918 - : Général Vincendon

## Première Guerre mondiale

### Composition
- Infanterie

232e régiment d'infanterie d'août 1914 à novembre 1918
266e régiment d'infanterie d'août 1914 à avril 1916 (dissolution)
277e régiment d'infanterie d'août 1914 à septembre 1918 (dissolution)
314e régiment d'infanterie d'août 1914 à avril 1916 (dissolution)
325e régiment d'infanterie d'août 1914 à novembre 1918
335e régiment d'infanterie d'août 1914 à mai 1917
36e bataillon de tirailleurs sénégalais de juillet 1917 à novembre 1918
75e bataillon de tirailleurs sénégalais de juillet 1917 à novembre 1918
370e régiment d'infanterie US de septembre à novembre 1918
- Cavalerie

2 escadrons du 25e régiment de dragons d'août 1914 à janvier 1917
2 escadrons (puis 1 escadron à partir de juillet 1917) du 1er régiment de dragons de janvier 1917 à novembre 1918
- Artillerie

1 groupe de 75 du 20e régiment d'artillerie de campagne d'août 1914 à juillet 1917
1 groupe de 75 du 33e régiment d'artillerie de campagne d'août 1914 à juillet 1917
1 groupe de 75 du 49e régiment d'artillerie de campagne d'août 1914 à juillet 1917
3 groupes de 75 du 220e régiment d'artillerie de campagne de juillet à novembre 1918
105e batterie de 58 du 33e régiment d'artillerie de campagne de janvier 1916 à janvier 1918
101e batterie de 58 du 220e régiment d'artillerie de campagne de janvier à novembre 1918
8e groupe de 155c du 109e régiment d'artillerie lourde novembre 1918
- Génie

compagnies 9/13, 9/19 et 9/24 du 6e régiment du génie
1 bataillon du 141e régiment d'infanterie territoriale d'août à novembre 1918

### Historique
Mobilisée dans la 9e région.

#### 1914 - 1915
- 10 août - 5 septembre : transport par V.F. et concentration vers Laxou. À partir du 18 août, occupation d'une position vers Sivry et Sainte-Geneviève. Le 20 août, pendant la bataille de Morhange combat vers Nomeny et Manoncourt-sur-Seille. Puis repli sur le Grand Couronné, vers Sainte-Geneviève.
- 5 - 13 septembre : engagée dans la bataille du Grand-Couronné, combat vers Sainte-Geneviève et vers Loisy.

12 septembre : opération sur Pont-à-Mousson et réoccupation de la ville.
- 14 septembre 1914 - 8 février 1916 : reprise de l'offensive et progression jusqu'à la Seille vers Nomeny ; puis occupation et organisation d'un secteur entre Armaucourt et Pont-à-Mousson.

5 novembre : attaques allemandes vers Han, Ajoncourt et Chenicourt.
4 décembre : attaque française vers Aulnois-sur-Seille.
13 - 18 février 1915 : violents combats vers le signal de Xon et Norroy.

#### 1916
- 8 février - 11 avril : retrait du front ; instruction au camp de Saffais. À partir du 16 février, transport par V.F. au camp de Mailly ; instruction et repos. À partir du 25 février, mouvement dans la région d'Auve. À partir du 27 février, transport par camions à Verdun et travaux de seconde position vers la cote de Froideterre, Fleury-devant-Douaumont et les forts de Tavannes et de Moulainville. À partir du 5 avril, regroupement vers Possesse, puis transport par camions dans la région d'Heiltz-le-Maurupt ; repos.
- 11 avril - 18 mai : transport par V.F. dans la région de Rosières-aux-Salines. À partir du 16 avril, occupation d'un secteur entre Arracourt et le Sânon.
- 28 mai - 30 septembre : retrait du front, mouvement vers la région de Dombasle-sur-Meurthe. À partir du 1er juin, occupation d'un secteur entre Bezange-la-Grande et Armaucourt, étendu à droite, le 23 juillet, jusqu'au Sânon.
- 30 septembre 1916 - 1er janvier 1917 : retrait du front. À partir du 2 octobre, transport par V.F. au camp d'Arches ; instruction. À partir du 1er décembre, transport par V.F. dans la région de Wassy, puis à partir du 12 décembre mouvement vers celle de Tannois.

24 décembre : transport par V.F. à Verdun ; stationnement.

#### 1917
- 1er - 23 janvier : mouvement vers le front et le 4 janvier occupation d'un secteur vers Louvemont et la ferme des Chambrettes.
- 23 janvier - 28 mars : mouvement de rocade et occupation d'un nouveau secteur vers le bois Loclont et le nord des Paroches.
- 28 mars - 6 avril : retrait du front ; repos et instruction au nord de Bar-le-Duc.
- 6 avril - 8 mai : mouvement vers la région de Saint-Nicolas-de-Port par Ligny-en-Barrois, Vaucouleurs et Bayon ; travaux de seconde position.
- 8 - 16 mai : transport par V.F. à l'ouest de Vitry-le-François ; repos et instruction.
- 16 mai - 19 juillet : mouvement vers le front, puis occupation d'un secteur vers le mont Cornillet et la ferme des Marquises.
- 19 juillet - 6 août : retrait du front et le 21 juillet, transport par V.F. de Saint-Hilaire-au-Temple, dans la région de Charmes ; repos.
- 6 août - 15 octobre : occupation d'un secteur entre le Sânon et Moncel.
- 15 - 19 octobre : retrait du front ; repos vers Moyen.
- 19 octobre 1917 - 3 février 1918 : occupation d'un secteur entre Emberménil et Domèvre-sur-Vezouze.

#### 1918
- 3 février - 27 mars : retrait du front, mouvement vers Rosières-aux-Salines ; travaux et instruction vers Einville-au-Jard.
- 27 mars - 29 avril : mouvement vers la région Blainville-sur-l'Eau, Bayon et transport par V.F. dans celle d'Ailly-sur-Noye. Engagée à partir du 9 avril (éléments le 4 avril) dans la seconde bataille de Picardie. Résistance à l'offensive allemande ; combats vers Mailly-Raineval. Organisation d'un secteur vers Thory et le nord d'Ainval.
- 29 avril - 9 mai : retrait du front ; repos vers Francastel, puis transport par V.F. de Saint-Omer-en-Chaussée, dans la région de Revigny-sur-Ornain ; repos.
- 9 mai - 11 août : mouvement vers le front et occupation d'un secteur vers Damloup et Trésauvaux.
- 11 - 21 août : retrait du front ; repos vers Villers-en-Argonne. À partir du 16 août, transport par V.F. dans la région de Liancourt.
- 21 août - 3 septembre : mouvement vers Tartiers. À partir du 26 août, engagée vers Pernant dans la Seconde bataille de Noyon, puis à partir du 30 août dans la poussée vers la position Hindenburg. Combats vers Chavigny et Juvigny.
- 3 - 14 septembre : retrait du front, mouvement vers la région Vez, Crépy-en-Valois ; repos.
- 14 septembre - 16 octobre : mouvement vers Missy-aux-Bois et à partir du 16 septembre, occupation d'un secteur vers Vauxaillon. À la fin de septembre, combats vers Anizy-le-Château et le bois de Mortier. Puis poursuite vers le sud de Laon.
- 16 - 29 octobre : retrait du front ; repos vers Coucy-le-Château-Auffrique.
- 29 octobre - 11 novembre : occupation d'un secteur sur la Serre à l'est de Crécy-sur-Serre. À partir du 5 novembre, engagée dans la poursuite depuis Aubenton jusqu'au-delà de la frontière belge (poussée vers la Meuse). La division se trouve à Cul-des-Sarts, lors de l'armistice.

### Rattachement
- Affectation organique :

2e groupement de réserve : Mobilisation - mars 1915
Isolée : mars 1915 - juin 1917
9e corps d'armée : juin 1917 - novembre 1918
- 1re armée

16 septembre 1914 - 11 mars 1915
27 mars - 1er mai 1918
- 2e armée

10 août - 16 septembre 1914
26 février - 11 avril 1916
1er décembre 1916 - 8 avril 1917
1er mai - 16 août 1918
- 3e armée

16 - 23 août 1918
27 octobre - 11 novembre 1918
- 4e armée

16 - 26 février 1916
8 mai - 21 juillet 1917
- 7e armée

2 octobre - 1er décembre 1916
- 8e armée

8 avril - 8 mai 1917
21 juillet 1917 - 27 mars 1918
- 10e armée

23 août - 27 octobre 1918
- Détachement d'armée de Lorraine

11 mars 1915 - 16 février 1916
11 avril - 2 octobre 1916
- Intérieur

2 - 10 août 1914